# 蒋王廟駅
蒋王廟駅（しょうおうびょうえき）は、中華人民共和国江蘇省南京市玄武区玄武湖街道蒋王廟社区にある、南京地下鉄4号線の駅である。

## 歴史
- 2017年1月18日4号線の駅として開業。

## 駅構造
地下2層構造の駅である。

### のりば
| 番線 | 路線            | 方面                        | 行先          |
| ---- | --------------- | --------------------------- | ------------- |
|      | 南京地下鉄4号線 | 雲南路・草場門・珍珠泉 方面 | 余家営 行き   |
|      | 南京地下鉄4号線 | 仙林湖・白象 方面           | 華僑城東 行き |

## 隣の駅
南京地下鉄
■4号線
崗子村駅- 崗子村駅- 王家湾駅